# Даніель Арансубія
Даніель Арансубія (ісп. Daniel Aranzubía; нар. 18 вересня 1979, Логроньо) — іспанський футболіст, воротар. Виступав, зокрема, за клуби «Атлетік» (Більбао) та «Депортіво», а також національну збірну Іспанії. Чемпіон Іспанії.

## Клубна кар'єра
Народився 18 вересня 1979 року в місті Логроньо. Вихованець футбольної школи клубу «Атлетік» (Більбао).
У дорослому футболі дебютував 1996 року виступами за другу команду цього клубу «Більбао Атлетік», в якій провів один сезон, взявши участь лише у 5 матчах чемпіонату.
Згодом з 1997 по 2000 рік грав у складі команд клубів «Басконія» та «Більбао Атлетік».
2000 року нарешті зацікавив тренерів основної команди «Атлетік» і почав залучатися до її складу. Відіграв за клуб з Більбао наступні вісім сезонів своєї ігрової кар'єри. З 2002 року став основним голкіпером «Атлетика».
2008 року уклав контракт з клубом «Депортіво», у складі якого провів наступні п'ять років своєї кар'єри гравця. Граючи у складі «Депортіво» також здебільшого виходив на поле в основному складі команди. Саме у складі цього клубу забив свій єдиний гол у ворота «Альмерії», ставши першим голкіпером в історії Ла Ліги, який забив гол головою.
До складу клубу «Атлетіко» приєднався 2013 року. Протягом наступного сезону взяв участь лише у п'яти матчах в різних турнірах, після чого залишив мадридський клуб, отримавши статус вільного агента.

## Виступи за збірні
Протягом 1998—2001 років залучався до складу молодіжної збірної Іспанії. На молодіжному рівні зіграв у 26 офіційних матчах.
2004 року дебютував в офіційних матчах у складі національної збірної Іспанії, вийшовши на заміну у товариській грі проти збірної Андорри. Цей матч залишився єдиним у кар'єрі Даніеля у збірній. Пізніше того ж року став учасником чемпіонату Європи 2004 у Португалії, де був третім воротарем.

## Статистика виступів

### Статистика клубних виступів
| Клуб                | Сезон              | Чемпіонат | Чемпіонат | Кубок    | Кубок | Кубок | Єврокубки | Єврокубки | Єврокубки | Загалом | Загалом |
| Клуб                | Сезон              | Ігор      | Голів     | Змагання | Ігор  | Голів | Змагання  | Ігор      | Голів     | Ігор    | Голів   |
| ------------------- | ------------------ | --------- | --------- | -------- | ----- | ----- | --------- | --------- | --------- | ------- | ------- |
| «Атлетік» (Більбао) | 2000—01            | 2         | 0         | КІ       | 4     | 0     |           | 0         | 0         | 6       | 0       |
| «Атлетік» (Більбао) | 2001—02            | 8         | 0         | КІ       | 8     | 0     |           | 0         | 0         | 16      | 0       |
| «Атлетік» (Більбао) | 2002—03            | 25        | 0         | КІ       | 2     | 0     |           | 0         | 0         | 27      | 0       |
| «Атлетік» (Більбао) | 2003—04            | 34        | 0         | КІ       | 0     | 0     |           | 0         | 0         | 34      | 0       |
| «Атлетік» (Більбао) | 2004—05            | 37        | 0         | КІ       | 1     | 0     | КУ        | 4         | 0         | 42      | 0       |
| «Атлетік» (Більбао) | 2005—06            | 18        | 0         | КІ       | 2     | 0     |           | 0         | 0         | 20      | 0       |
| «Атлетік» (Більбао) | 2006—07            | 28        | 0         | КІ       | 0     | 0     |           | 0         | 0         | 28      | 0       |
| «Атлетік» (Більбао) | 2007—08            | 10        | 0         | КІ       | 6     | 0     |           | 0         | 0         | 16      | 0       |
| «Атлетік» (Більбао) | Загалом            | 162       | 0         |          | 23    | 0     |           | 4         | 0         | 189     | 0       |
| «Депортіво»         | 2008—09            | 37        | 0         |          | 0     | 0     | КІ        | 10        | 0         | 47      | 0       |
| «Депортіво»         | 2009—10            | 36        | 0         |          | 0     | 0     |           | 0         | 0         | 36      | 0       |
| «Депортіво»         | 2010—11            | 32        | 1         |          | 0     | 0     |           | 0         | 0         | 32      | 1       |
| «Депортіво»         | 2011—12            | 38        | 0         |          | 0     | 0     |           | 0         | 0         | 38      | 0       |
| «Депортіво»         | 2012—13            | 35        | 0         |          | 0     | 0     |           | 0         | 0         | 35      | 0       |
| «Депортіво»         | Загалом            | 178       | 1         |          | 0     | 0     |           | 10        | 0         | 188     | 1       |
| «Атлетіко»          | 2013—14            | 1         | 0         | КІ       | 3     | 0     | ЛЧ        | 1         | 0         | 5       | 0       |
| «Атлетіко»          | Загалом            | 1         | 0         |          | 3     | 0     |           | 1         | 0         | 5       | 0       |
| Загалом за кар'єру  | Загалом за кар'єру | 341       | 1         |          | 26    | 0     |           | 15        | 0         | 382     | 0       |

## Титули і досягнення

### Клубні
- Чемпіон Іспанії (1):

«Атлетіко Мадрид»: 2013-14

### Національні
- Чемпіон світу з футболу (U-20): Нігерія, 1999
- Срібний призер олімпійських ігор: Сідней, 2000